# Sapun
Sapun je an‍jonski tenzid, koji se upotrebljava za pranje i čišćenje, dajući površinski aktivan an‍jon u vodenom rastvoru. Sapuni su alkalne soli viših masnih kiselina. Industrijski se proizvode procesom saponifikacije, pri čemu se kao sirovine koriste prirodna ulja i masti, koje se obrađuju jakim rastvorom baze (najčešće natrijum-hidroksidom). Pri tome nastaje smješa alkalnih soli masnih kiselina i glicerola.
Dakle, u hemijskom smislu, sapun je so masne kiseline. Sapuni se uglavnom koriste kao površinski aktivna sredstva, za pranje, kupanje i čišćenje, ali se upotrebljavaju i u industriji prediva i važan su sastojak lubrikanasa (sredstava za podmazivanje). Sapuni za čišćenje kože dobijaju se tretmanom biljnih ili životinjskih ulja ili masti izrazito alkalnim rastvorom. Masti i ulja sastoje se od triglicerida; tri molekula masnih kiselina vezana su za jedan molekul glicerola. Alkalni rastvor, koji se često naziva “soda” (iako se izraz “sapun od sode” uglavnom odnosi na sapune proizvedene sa natrijum hidroksidom), dovodi do hemijske reakcije poznate pod imenom saponifikacija. U ovoj reakciji, masti - trigliceridi - se prvo hidrolizuju do slobodnih masnih kiselina, koje se potom sjedinjuju sa bazom dajući sirovi sapun, koji je amalgam različitih sapunskih soli, viška masti ili alkalnog rastvora, vode i oslobođenog glicerola (glicerina). Glicerol je veoma koristan sporedni proizvod, koji može da se ostavi u sastavu sapuna kao sredstvo za omekšavanje kože, ili da se izoluje za druge primene.
Sapuni su ključni sastojak većine sredstava za podmazivanje, koja su obično emulzije kalcijumovih sapuna ili litijumovih sapuna i mineralnog ulja. Upotreba ovakvih masti na bazi kalcijumovih ili litijumovih sapuna široko je rasprostranjena. Sapuni mnogih drugih metala takođe su od koristi, uključujući aluminijumove i natrijumove sapune i njihove smeše. Takvi sapuni se takođe koriste kao sredstva za zgušnjavanje, kojima se povećava viskoznost ulja. U drevnim vremenima, masti za podmazivanje su se proizvodile dodavanjem negašenog kreča u maslinovo ulje.

## Delovanje
Kada se koristi za čišćenje, sapun omogućava česticama, koje bi u drugim uslovima bile nerastvorne, da se rastvore u vodi a potom isperu. Na primer: ulje ili mast su nerastvorni u vodi, ali kada se u smešu doda nekoliko kapi detergenta za sudove, čini se da su ulje ili mast nestali. Nerastvorni molekuli ulja, odnosno masti, međusobno se lepe i organizuju u micele, sićušne lopte sačinjene od molekula sapuna sa polarnim hidrofilnim grupama (grupama koje privlače vodu) na spoljašnjoj strani, koje okružuju lipofilni džep (koji privlači masti). Ovakva struktura štiti molekule ulja/masti od vode, čineći ih rastvorljivim. Sve što je rastvorljivo u vodi, može se isprati vodom.
Sintetički detergenti funkcionišu pomoću sličnog mehanizma kao i sapun.

## Dejstvo baze (alkalije)
Vrsta alkalnog metala koji se koristi određuje vrstu sapuna. Natrijumovi sapuni, dobijeni iz natrijum hidroksida, su čvrsti, dok su kalijumovi sapuni, dobijeni iz kalijum hidroksida, mekši, a često i tečni. Kroz istoriju, kalijum hidroksid je ekstrahovan iz pepela paprati ili drugih biljaka. Litijumovi sapuni su takođe obično tvrdi - koriste se isključivo u mazivima (sredstvima za podmazivanje).

## Dejstvo masti
Videti takođe: Ukupna mast
Sapuni su derivati masnih kiselina. Tradicionalno, pravili su se od triglicerida (ulja i masti). Triglicerid je hemijsko ime za triestre masnih kiselina i glicerola. Loj, tj. pretopljena (prečišćena) goveđa mast je najrasprostranjeniji triglicerid životinjskog porekla. Njegov saponifikovani proizvod naziva se natrijum talovat (“natrijum lojat”). Tipična biljna ulja koja se koriste u izradi sapuna su palmino ulje, kokosovo ulje, maslinovo ulje i lovorovo ulje. Svaka vrsta donosi veoma različit sastav masnih kiselina, te samim tim daje sapun potpuno različitih odlika. Ulja iz semenki daju mekše, ali i blaže sapune. Sapun izrađen od čistog maslinovog ulja ponekad se označava kao kastiljanski sapun ili marseljski sapun, a uživa ugled izrazito blagog sapuna. Izraz “kastiljanski” se ponekad primenjuje i na sapune izrađene od smeše ulja, sa visokim procentom maslinovog ulja.
Tabela 1: Sadržaj masnih kiselina različitih masti koje se koriste u izradi sapuna
| Tabela 1              | Laurinska kiselina | Miristinska kiselina | Palmitinska kiselina | Stearinska kiselina | Oleinska kiselina  | Linolna kiselina | Linoleinska kiselina |
| --------------------- | ------------------ | -------------------- | -------------------- | ------------------- | ------------------ | ---------------- | -------------------- |
| Masti                 | C12 zasićena       | C14 zasićena         | C16 zasićena         | C18 zasićena        | C18 mononezasićena | C18 dinezasićena | C18 trinezasićena    |
| Loj                   | 0                  | 4                    | 28                   | 23                  | 35                 | 2                | 1                    |
| Kokosovo ulje         | 48                 | 18                   | 9                    | 3                   | 7                  | 2                | 0                    |
| Ulje palminih koštica | 46                 | 16                   | 8                    | 3                   | 12                 | 2                | 0                    |
| Lovorovo ulje         | 54                 | 0                    | 0                    | 0                   | 15                 | 17               | 0                    |
| Maslinovo ulje        | 0                  | 0                    | 11                   | 2                   | 78                 | 10               | 0                    |
| Uljana repica         | 0                  | 1                    | 3                    | 2                   | 58                 | 9                | 23                   |

## Rana istorija
Najraniji pisani dokazi o proizvodnji sredstava nalik sapunu datiraju iz perioda oko 2800. godine p. n. e., iz drevnog Vavilona. Formula za sapun koji se sastojao od vode, baze (alkalije), i ulja kineskog cimeta zapisana je na glinenoj tablici iz Vavilona oko 2200. godine p. n. e.
Ebers papirus (Egipat, 1550. godina p. n. e.) ukazuje da su se drevni Egipćani redovno kupali i da su mešali životinjska i biljna ulja sa alkalnim solima kako bi dobili supstancu nalik sapunu. Egipatski dokumenti pominju da su se supstance nalik sapunu koristile u pripremi vune za tkanje.
U regiji Nabonidus (556–539. p. n. e.) recept za sapun se sastojao od uhulu [pepela], [ulja] čempresa i [ulja] susama “za pranje kamenja za sluškinje”.

## Stari Rim
Reč sapo, (latinska reč za sapun) prvi put se pojavljuje u Historia Naturalis Plinija starijeg, koja opisuje proizvodnju sapuna od loja i pepela, ali jedina upotreba koju Plinije pominje je kao pomada za kosu; on pominje, sa izvesnim neodobravanjem, da je muškarci iz plemena Gala i Germana češće koriste nego njihove saplemenice. Eracije iz Kapadokije, pišući u prvom veku n.e., primećuje među “Keltima, muškarcima koji se nazivaju Gali, one alkalne supstance koje su izrađene u obliku loptica [...] i koje se nazivaju sapun”.
Popularna legenda kaže da je sapun dobio ime po mitskoj planini Sapo, gde su se navodno odvijala ritualna žrtvovanja životinja; loj od žrtvovanih životinja mešao bi se sa pepelom iz vatri koje su se palile tokom tih rituala, dajući sapun. Međutim, ne postoje dokazi o planini Sapo u rimsko vreme, niti dokazi za ovu apokrifsku priču. Latinska reč sapo jednostavno znači “sapun”; ona je verovatno pozajmljena iz nekog ranog germanskog jezika i ima slično etimološko poreklo kao latinska reč sebum, “loj”, koja se pojavljuje u opisu Plinija starijeg. Ritualno žrtvovanje životinja u starom Rimu podrazumevalo je spaljivanje samo kostiju i nejestivih iznutrica žrtvenih životinja; jestive delove mesa i masti žrtvovanih životinja uzimali bi ljudi, a ne bogovi.
Zosimos iz Panopolisa, oko 300. n.e. opisuje sapun i dobijanje sapuna. Galen opisuje izradu sapuna primenom baze, te prepisuje pranje kojim će se ukloniti nečistoće sa tela i odeće. Prema Galenu, najbolji sapuni bili su germanski, dok su galski bili drugi po redu. Ovo je referenca za pravi sapun u antička vremena.

## Drevna Kina
Sapun, ili preciznije detergent sličan sapunu, izrađivan je u kini od biljaka i lekovitih trava. Pravi sapun, izrađen od životinjske masti, nije se pojavio u Kini do modernih vremena. Detergenti nalik sapunu nisu delili popularnost krema i melema.

## Bliski istok
Islamski dokument iz 12. veka opisuje proces izrade sapuna. U njemu se pominje ključni sastojak, alkalija, koji kasnije dobija krucijalni značaj za modernu hemiju. Ime je izvedeno od reči al-qaly ili “pepeo”.
Do 13. veka, proizvodnja sapuna u islamskom svetu postala je skoro industrijalizovana, sa izvorima u Nablusu, Fesu, Damasku, i Alepu.

## SrednjevekovnaEvropa
Proizvođači sapuna u Napulju bili su članovi gilda u toku kasnog šestog veka, dok je u osmom veku proizvodnja sapuna bila dobro poznata u Italiji i Španiji.
Karolinški kapitular De Villis, oko 800. godine, koji je predstavljao kraljevsku volju Karla Velikog, pominje sapun kao jedan od proizvoda koje treba da raspodeljuju upravnici kraljevskih imanja. Izrada sapuna pominje se i kao “ženski posao” i kao proizvod “dobrih zanatlija” uz druge potrepštine, kao što su proizvodi stolara, kovača i pekara.

## XV-XIX vek
U Francuskoj, do druge polovine XV veka, poluindustrijska profesionalna proizvodnja sapuna skoncentrisala se oko nekoliko centara, Provanse — Tulona, Ijera, i Marselja — koji su snabdevali ostatak Francuske. U Marselju se do 1525. godine proizvodnja skoncentrisala u najmanje dve fabrike; proizvodnja sapuna u Marselju zasenjivala je ostale centre iz Provanse. Proizvodnja u Engleskoj uglavnom je gravitirala oko Londona.
Finiji sapuni kasnije su se proizvodili u Evropi od XVI veka, uz upotrebu biljnih ulja (kao što je maslinovo ulje), umesto životinjskih masti. Mnogi takvi sapuni se i dalje proizvode, kako industrijski, tako i u malim zanatlijskim radnjama. Kastiljanski sapun je popularan primer sapuna izrađenog isključivo od biljnih ulja, a izveden je od najstarijeg “belog sapuna” iz Italije.
U modernim vremenima, upotreba sapuna postala je sveprisutna u industrijalizovanim zemljama, zahvaljujući boljem razumevanju uloge higijene u smanjenju brojnosti populacije patogenih mikroorganizama. Industrijski proizvedeni čvrsti sapuni u komadima prvi put su se pojavili u kasnom XVIII veku, kada su reklamne kampanje u Evropi i Sjedinjenim Američkim Državama promovisale svest o međusobnoj vezi čistoće i zdravlja.
Sve do industrijske revolucije, proizvodnja sapuna izvodila se u malim serijama, a proizvod je bio relativno sirov. Endru Pirs započeo je proizvodnju visokokvalitetnog, providnog sapuna 1789. godine u Londonu. Njegov zet, Tomas J. Barat, otvorio je fabriku u Ajlvortu 1862. godine. Vilijam Gosadž je proizvodio jeftin sapun dobrog kvaliteta od 1850. godine. Robert Spir Hadson započeo je proizvodnju sapuna u prahu 1837. godine, u početku tako što je mrvio sapun u avanu, tučkom. Američki proizvođač Bendžamin T. Babit uveo je marketinške inovacije, koje su podrazumevale prodaju sapuna u komadima, kao i distribuciju uzoraka proizvoda. Vilijam Hesket Lever i njegov brat, Džejms, kupili su malu radionicu sapuna u Voringtonu 1886. godine i osnovali preduzeće koje je i danas jedan od najvećih proizvođača sapuna, koje se prvobitno nazivalo Lever Brothers (Braća Lever) a danas je poznato pod imenom Unilever. Ovi proizvođači sapuna bili su među prvima koji su pokretali masovne reklamne kampanje.

## Tečni sapun
Videti još i: Detergent
Tečni sapun nije pronađen do XIX veka. Vilijam Šepard je patentirao tečni sapun 1865. godine. 1898. godine, B. Dž. Džonson je razvio formulu za sapun, a njegovo preduzeće (B.J. Johnson Soap Company) je iste godine predstavilo Palmolive sapun. Ovaj novi sapun bio je izrađen od palminog i maslinovog ulja i za kratko vreme stekao je popularnost; Palmolive je postao toliko popularan, da je preduzeće B.J. Johnson Soap Company promenilo ime u Palmolive. Na kraju tog veka, Palmolive je bio najprodavaniji sapun na svetu.
Ranih godina XX veka, druga preduzeća počela su sa razvojem sopstvenih tečnih sapuna. Na tržištu su se pojavili proizvodi kao što su Pine-Sol i Tide, koji su umnogome olakšali pranje odeće, kao i površina u kuhinjama i kupatilima.
Kao detergent za pranje, tečni sapun je delotvorniji od sapuna u opiljcima, a sa tečnim sapunom je manja i šansa da na odeći ostanu tragovi sapuna. Tečni sapun takođe je bolji izbor za tradicionalne načine pranja, kao što je pranje pomoću daske.

## Procesi za proizvodnju sapuna
Industrijska proizvodnja sapuna podrazumeva kontinuirane procese, kao što je kontinuirano dodavanje masti i izdvajanje gotovog proizvoda. Proizvodnja u manjim razmerama podrazumeva tradicionalne procese u baču (šarži) . Postoje tri varijacije: “hladni proces”, u kome se reakcija odvija uglavnom na sobnoj temperaturi, “poluključajući” ili “topli proces”, gde se reakcija odvija blizu temperature ključanja i “proces sa potpunim prokuvavanjem”, gde se reaktanti ostavljaju da provre najmanje jednom, a glicerol se izdvaja. Postoje dva tipa metoda toplog procesa. Prvi je ITMHP (“in the mold hot process”, topli proces u kalupu), dok je drugi CPHP (“crockpot hot process”, topli proces u kazanu). Proizvođači obično biraju postupke toplog procesa ukoliko žele da smanje vreme sazrevanja na suvi proces od tri dana. Većina proizvođača sapuna, međutim, i dalje radije koristi hladni proces. Hladni procesi i topli procesi (s poluključanjem) su najjednostavniji, pa ih obično koriste male zanatlije i hobisti koji proizvode ručno rađene dekorativne sapune. Glicerol zaostaje u sapunu, a reakcija traje više dana nakon izlivanja sapuna u kalupe. Glicerol zaostaje i u toplom procesu, ali na visokoj temperaturi koja se koristi, sama reakcija se praktično završava u kazanu, pre nego što se sapun izlije u kalupe. Ovaj jednostavni, brzi proces koriste male fabrike širom sveta.
Ručno rađeni sapun iz hladnog procesa takođe se razlikuje od industrijski izrađenog sapuna po tome što se u izradi koristi višak masti u odnosu na količinu koja bi bila potrebna da se utroši sva baza (u hladnom procesu sa izlivanjem, ovaj višak se naziva “popust”), a glicerol koji zaostaje u sapunu deluje kao hidratantno sredstvo. Međutim, glicerol takođe čini sapun mekšim - ukoliko duže stoji mokar, takav sapun lakše postaje “gnjecav”. Bolje je dodati više ulja i imati zaostale masti, nego dodati previše sode i imati zaostalu sodu u sapunu. I sapun proizveden u toplom procesu, kao i onaj proizveden u hladnom procesu, sadrži zaostali glicerol sa njegovim dobrim i lošim stranama. Daljim dodavanjem glicerola i obradom takvog sapuna dobija se glicerinski sapun. Sapun sa popustom je blaži prema koži od sapuna bez viška masti. Međutim, ukoliko se doda previše masti kao popust, takav sapun može da ostavlja osećaj masne kože. Ponekad se dodaje neki emolijens, kao što je ulje jojobe ili karite maslac “u trag” (tj. u tački kada je proces saponifikacije dovoljno odmakao da je sapun počeo da se zgušnjava, u toku hladnog procesa), sa uverenjem da će do tog trenutka skoro sva soda biti potrošena, te da će ulje/maslac dodat u trag izbeći saponifikaciju i ostati istog sastava. U slučaju sapuna dobijenog toplim procesom, emolijens može da se doda nakon što su ulja dodata na početku saponifikacije u potpunosti saponifikovala, tako da ostanu nepromenjenog sastava u gotovom sapunu. Popust može da se uvede i kroz “uštedu sode”, proces u kom proizvođač sapuna koristi manje sode nego što je potrebno, umesto da doda više ulja.

## Hladni proces
Čak i u hladnom procesu izrade sapuna, obično je neophodna određena količina toplote; temperatura se obično podiže do tačke na kojoj su sve masti koje se koriste istopljene. Šarža može da se održava toplom i neko vreme nakon mešanja, kako bi se obezbedilo da se sva baza (hidroksid) u potpunosti utroši. Ovakav sapun je bezbedan za upotrebu nakon 12 - 48 časova, ali ne dostiže vrhunac svog kvaliteta za upotrebu još nekoliko nedelja. Hladni proces proizvodnje sapuna zahteva tačno merenje sode i masti, kao i proračun njihovog međusobnog odnosa uz upotrebu grafika saponifikacije, kako bi se obezbedilo da gotov proizvod ne sadrži višak hidroksida, ali ni previše neizreagovane masti. Saponifikacioni grafici bi trebalo da se koriste i za tople procese, ali nisu neophodni za topli proces sa potpunim prokuvavanjem.
Kroz istoriju, soda koja je korišćena u hladnom procesu bila je i sama proizvedena iz jednostavnih polaznih sastojaka, kišnice i pepela. Proizvođači sapuna su smatrali da je rastvor sode spreman za upotrebu ako bi u njemu plutalo ubačeno jaje. Soda iz ovakvog procesa iz kućne radinosti bila je nepredvidiva, te je stoga na kraju dovela do otkrića natrijum hidroksida, koji je otkrio engleski hemičar Ser Hamfri Dejvi početkom XIX veka.
Proizvođač koji se odlučio za hladni postupak prvo potraži saponifikacionu vrednost za svaku pojedinačnu mast na spisku specifikacija različitih ulja. Spiskovi sa specifikacijama ulja sadrže rezultate laboratorijskih testova za svaku mast, uključujući i njenu preciznu saponifikacionu vrednost. Saponifikaciona vrednost za navedenu mast će varirati u zavisnosti od godišnjih doba i vrste uzorka. Ova vrednost se koristi za računanje tačne količine kalijum hidroksida koji treba da reaguje sa mašću da bi nastao sapun. Saponifikaciona vrednost mora da se prevede u ekvivalentnu vrednost natrijum hidroksida za upotrebu u proizvodnji sapuna hladnim procesom. Višak neizreagovane sode u sapunu dovešće do veoma visoke pH vrednosti i može da izazove opekotine ili iritacije kože; premalo sode daje mastan sapun. Većina proizvođača formuliše recepte sa 2% - 5% manje sode, tako da sva soda izreaguje, a višak masti zaostane, dajući nežniji sapun.
Soda se rastvori u vodi. Potom se ulja zagreju ili istope ako su na sobnoj temperaturi bila u čvrstom stanju. Kada su ulja u tečnom stanju a soda u potpunosti rastvorena u vodi, dve tečnosti se pomešaju. Ova smeša soda-ulje se meša sve dok se dve faze (ulje i voda) ne emulguju u potpunosti. Emulgacija se vizuelno najlakše uočava kada sapun počne da pokazuje “trag”, odnosno, zgušnjavanje smeše (današnji amateri - proizvođači sapuna često koriste štapni mikser da ubrzaju ovaj proces). Postoje različiti nivoi traga. U zavisnosti od toga kako će aditivi uticati na trag, mogu da se dodaju u laki trag, srednji trag ili teški trag. Nakon mnogo mešanja, smeša dobija gustinu retkog pudinga. “Trag”, grubo govoreći, odgovara viskoznosti. Etarska ulja i mirisna ulja mogu da se dodaju u početna ulja za saponifikaciju, ali čvrsti aditivi kao što su biljke, trave, ovsene mekinje ili drugi aditivi najčešće se dodaju u laki trag, kada smeša tek počne da se zgušnjava.
Smeša se zatim izliva u kalupe, održava toplom pomoću peškira ili ćebadi i ostavlja kako bi se saponifikacija nastavila 12 do 48 časova (sapuni od mleka i drugi sapuni kojima su dodati šećeri su izuzetak. Oni obično ne zahtevaju izolaciju; prisustvo šećera ubrzava reakciju, a time i oslobađanje toplote). U toku ovog perioda, normalno je da sapun prođe kroz „gel fazu“, u kojoj neprozirni sapun postaje donekle proziran na nekoliko časova, pre nego što ponovo postane neproziran.
Nakon perioda izolacije, sapun je dovoljno čvrst da se izvadi iz kalupa i iseče na komade. Od tog trenutka bezbedno je koristiti sapun, jer je saponifikacija suštinski završena. Ipak, sapuni dobijeni hladnim procesom se obično ostavljaju u periodu “sazrevanja”, kako bi dodatno očvrsnuli, sušenjem na rešetki 2-6 nedelja pre upotrebe. U periodu sazrevanja, male količine zaostale sode troše se u sporoj saponifikaciji, sve do potpune potrošnje, a višak vode isparava.
U toku procesa sazrevanja, neki molekuli na spoljašnjem sloju čvrstog sapuna reaguju sa ugljen dioksidom iz vazduha, dajući pahuljičasti sloj natrijum karbonata. Ova reakcija je intenzivnija ukoliko je masa izložena vetru ili niskim temperaturama.

## Topli proces
U toplom procesu, sapun se proizvodi pospešivanjem reakcije saponifikacije dodavanjem toplote, koja ubrzava reakciju. Za razliku od sapuna dobijenih hladnim procesom, u toplim procesima ulja se u potpunosti saponifikuju do kraja procesa obrade, dok se kod hladnog procesa veći deo reakcije saponifikacije odvija nakon što se smeša ulja i sode izlije u kalupe.
U toplom procesu, hidroksid i masti se zagrevaju i mešaju na temperaturi od 80-100oC, što je nešto ispod temperature ključanja, sve do završetka saponifikacije. Pre pojave moderne naučne opreme, proizvođači su određivali kraj saponifikacije pomoću čula ukusa (oštri, prepoznatljivi ukus hidroksida nestaje nakon saponifikacije) ili posmatranjem: iskusno oko može da odredi kada nastaje gel faza, a kada je saponifikacija potpuna. Početnici mogu da pronađu informacije o tome istraživanjem, ili pohađanjem kurseva. Ne preporučuje se probanje sapuna da bi se utvrdilo da li je gotov, jer su natrijum i kalijum hidroksid, kada nisu saponifikovani, veoma kaustični.
Prednost procesa sa potpunim prokuvavanjem u dobijanju sapuna je u tome što nije neophodno da se precizno izračuna količina hidroksida koja je potrebna. Ovaj proces nastao je u vreme kada čistoća alkalnih supstanci nije bila pouzdana, a moguće je koristiti i prirodne alkalije, kao što su pepeo drveta i naslage potaša. U procesu sa potpunim prokuvavanjem, smeša se zapravo ostavlja da ključa (100+oC) pa se, nakon što se saponifikacija završi, “čisti sapun” izdvaja iz rastvora dodavanjem soli, dok se višak tečnosti odvaja ceđenjem. Ova tečnost sa sobom odnosi veći deo nečistoća i obojenih jedinjenja iz masti, ostavljajući za sobom čistiji, belji sapun iz koga je uklonjen skoro sav glicerol. Topli, meki sapun se zatim upumpava u kalup. Potrošeni rastvor hidroksida se zatim obrađuje kako bi se iz njega izdvojio glicerol.

## Kalupi
Mnogi komercijalno dostupni kalupi za sapune izrađeni su od silikona ili različitih vrsta plastike, iako mnogi hobisti koji se bave izradom sapuna koriste kartonske kutije obložene plastičnom film folijom. Drveni kalupi sa silikonskom oblogom takođe su lako dostupni opštoj javnosti. Sapuni mogu da se izrađuju u obliku dugačkih kvadara (šipki) koji se seku u pojedinačne komade, ili da se izlivaju u kalupe koji već daju gotove pojedinačne komade sapuna.

## Prečišćavanje i završna obrada
U procesu sa potpunim prokuvavanjem, u industrijskim razmerama, sapun se dalje prečišćava kako bi se uklonio eventualno zaostali višak natrijum hidroksida, glicerol i druge nečistoće, obojena jedinjenja itd. Ove komponente se uklanjaju prokuvavanjem koagulata sapuna u vodi a potom taloženjem sapuna isoljavanjem.
U ovoj fazi, sapun i dalje sadrži previše vode, koju je potrebno ukloniti. To se tradicionalno postizalo primenom valjaka za sušenje, čijom upotrebom su se dobijali opiljci sapuna koji su se često koristili 40-ih i 50-ih godina XX veka. Ovaj proces kasnije je zamenjen sušenjem rasprskavanjem, a potom i vakuumskim sušačima.
Suvi sapun (oko 6-12% vlage) se potom sabija u sitne granule ili rezance. Ove granule ili rezanci su zatim spremni za završnu obradu, proces u kojem se sirov granulisani sapun prevodi u proizvod koji je moguće prodati na tržištu, obično u komade.
Granule sapuna se kombinuju sa mirisima i drugim materijalima, te se mešaju do homogenosti u amalgamatoru (mešalici). Ova masa se zatim iz mešalice prebacuje u sud za rafinisanje, koji pomoću spiralnog nosača (svrdla) potiskuje sapun kroz fino žičano sito. Iz suda za rafinisanje, sapun prelazi preko valjkastog rendeta (Francusko mlevenje ili tvrdo mlevenje), u postupku sličnom onom koji se koristi za satiniranje papira ili plastike, ili u izradi čokoladne mase. Sapun se zatim propušta kroz jedan ili veći broj dodatnih sudova za rafinisanje, kako bi sapunska masa postala još plastičnija. Neposredno pre ekstruzije (oblikovanja), masa prolazi kroz vakuumsku komoru kako bi se uklonio sav eventualno zarobljeni vazduh. Potom se oblikuje u dugačak kvadar, seče na odgovarajuće dužine, propušta kroz detektor za metal a potom sabija u poželjan oblik u rashlađenim alatima. Presovani komadi sapuna pakuju se na različite načine.
U masu mogu da se dodaju pesak ili plovućac, kako bi se dobio abrazivni sapun. Abrazivna sredstva služe da uklone mrtve ćelije s površine kože koja se čisti. Ovaj proces se naziva piling. Mnogi noviji materijali, koji su delotvorni, a koji nemaju oštre ivice i lošu distribuciju veličine čestica koje ima plovućac, koriste se za izradu piling sapuna.
Nanoskopski metali se često dodaju u određene sapune, i kao boje i zbog svojih antibakterijskih svojstava. Titanijum dioksid u prahu često se koristi u te svrhe u izrazito “belim” sapunima. Jedinjenja nikla, aluminijuma i srebra se ređe koriste. Ovi metali pokazuju oligodinamički efekat kada su u dodiru sa bakterijama, čime se ometaju njihovi životni procesi, te one umiru. Kako deo metala zaostaje na koži i u porama, blagotvorno dejstvo može da se produži i na vreme posle pranja, što pomaže u smanjivanju bakterijske kontaminacije i smanjuje nastanak neprijatnog mirisa poreklom od bakterija na površini kože.
- Azul e branco soap – plavo-beli sapun
- Ručno rađeni sapuni prodaju se u gradu Jeru, Francuska
- Tradicionalni Sapun iz Marselja
- Na ovom snimku mehur od sapuna uredno je postavljen na sneg da ne pukne. Hladna spoljna temperatura (-7 °C) dovela je do promene agregatnog stanja: mehur se smrznuo i formirao kristale leda.

## Literatura
- Garzena, Patrizia, Tadiello, Marina (2004). Soap Naturally - Ingredients, methods and recipes for natural handmade soap. Programmer Publishing. ISBN 978-0-9756764-0-0.
- Willcox, Michael (2000). „Soap”.  Ур.: Hilda Butler. Poucher's Perfumes, Cosmetics and Soaps (10th изд.). Dordrecht: Kluwer Academic Publishers. стр. 453.
- NIIR board. Handbook on Soaps, Detergents & Acid Slurry (2nd изд.). Asia Pacific Business Press Inc. ISBN 978-81-7833-093-8.

## Spoljašnje veze
- Istorija sapuna
- Kratka istorija sapuna Архивирано на веб-сајту  (23. септембар 2010)
- Srednjovekovna izvorna knjiga Архивирано на веб-сајту  (25. септембар 2009)